# Thomas de Grey, 2. hrabě de Grey
Thomas Philip Robinson (de Grey), 2. hrabě de Grey (Thomas Philip Robinson, 2nd Earl de Grey, 5th Baron Lucas of Crudwell, 3rd Baron Grantham) (8. prosince 1781 – 14. listopadu 1859) byl britský státník, starší bratr premiéra 1. hraběte z Riponu. Patřil k toryům a během své politické kariéry zastával úřady prvního lorda admirality a místokrále v Irsku, získal Podvazkový řád a v soukromí se uplatnil jako amatérský architekt. Jeho synovcem a dědicem byl indický místokrál 1. markýz z Riponu

## Politická kariéra
Pocházel z původně měšťanské rodiny z Yorku, která se během 17. a 18. století zapojila do politiky a získala několik šlechtických titulů. Narodil se jako starší syn ministra zahraničí 2. barona Granthama a jeho manželky Mary Yorke (1757–1830), dcery 2. hraběte z Hardwicke. Po otci zdědil r. 1786 titul barona Granthama a později vstoupil do Sněmovny lordů, meztím absolvoval studia v Cambridge. Během života užíval postupně celkem tři příjmení, nejprvé rodné Robinson (do roku 1792), na základě dědictví po spřízněném rodu Weddell pak v roce 1792 přijal toto jméno. Když v roce 1833 po své tetě Amabel Hume–Campbell zdědil titul hraběte de Grey, zároveň přijal příjmení de Grey.
V mládí se v politice nijak neangažoval, ale působil ve státních úřadech po boku svého mladšího bratra. Od roku 1818 do smrti byl lordem–místodržitelem v hrabství Bedford. V první Peelově vládě letech 1834–1835 byl prvním lordem admirality a od roku 1834 zároveň členem Tajné rady. V letech 1841–1844 byl místokrálem v Irsku, kde se dostal do sporu s politikou premiéra Peela a musel úřad předčasně opustit. V roce 1844 obdržel Podvazkový řád.

## Rodina a soukromí

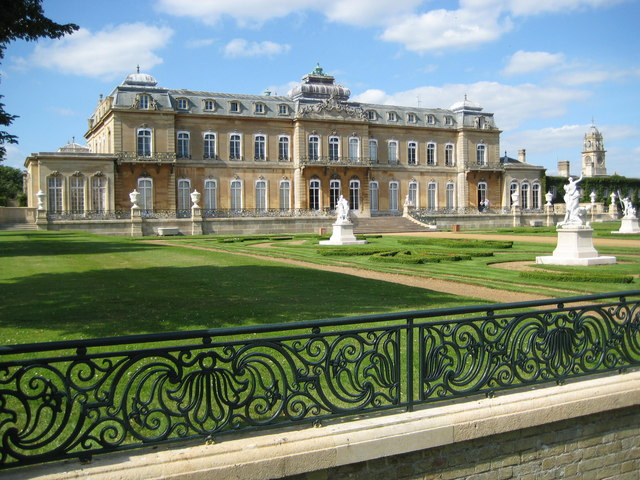
Zámek Wrest Park v hrabství Bedford

V soukromí byl amatérským architektem a měl osobní podíl na přestavbě svého sídla Wrest Park v hrabství Bedford v letech 1834–1839. Zasloužil se o vybudování krajinářského parku s řadou stavebních doplňků. Kromě toho po rodu Weddel zdědil panství Newby Hall (hrabství York), tomuto sídlu ale věnovaly pozornost až generace jeho potomků. Po založení Královského institutu britských architektů byl jeho prvním prezidentem (1835–1859), v roce 1841 se stal také členem Královské společnosti.
V roce 1805 se oženil s Henriettou Cole (1784–1848), dcerou 2. hraběte z Enniskillenu. Měli spolu tři děti, z nichž jediný syn Frederick William (1811–1831) zemřel předčasně. Baronát Lucas of Crudwell zdědila dcera Anne (1806–1880), provdaná do rodu Cowper. Titul hraběte de Grey přešel na Thomasova synovce George Robinsona (1827–1909), pozdějšího místokrále v Indii a markýze z Riponu. Zámek Newby Hall, dědictví po rodu Weddell, přešlo na dceru Mary Gertrude (1809–1892), provdanou do rodu Vyner. Její dcera Henrietta (1833–1907) se provdala za svého bratrance 1. markýze z Riponu.